# Landsstaten
Landsstaten är äldre beteckning för den förvaltningsmakt som svarar inför en landshövding.
Landsstaten var en kollektiv benämning på de statstjänare, vilka skötte länens civila förvaltning. Dit räknades dels landshövdingen och länsstyrelsen med dess personal, nämligen landssekreterare, länsnotarier och landskanslister på landskansliet, landskamrerare, länsbokhållare och landskontorister på landskontoret, samt landsfiskaler, dels fögderipersonalen: kronofogde, häradsskrivare och kronolänsmän jämte nämndemän och i vissa avseenden fjärdingsmän. 
Landsstatspersonalen tillhörde obligatoriskt Civilstatens pensionsinrättning.